# Okręg wyborczy nr 26 do Senatu Rzeczypospolitej Polskiej
Okręg wyborczy nr 26 do Senatu Rzeczypospolitej Polskiej obejmuje obszar powiatów łaskiego, pabianickiego i zgierskiego (województwo łódzkie). Wybierany jest w nim 1 senator na zasadzie większości względnej.
Utworzony został w 2011 na podstawie Kodeksu wyborczego. Po raz pierwszy zorganizowano w nim wybory 9 października 2011. Wcześniej obszar okręgu nr 26 należał do okręgu nr 11.
Siedzibą okręgowej komisji wyborczej jest Sieradz.

## Reprezentanci okręgu
| Rok  | Rok  | Senator          | Komitet wyborczy         |
| ---- | ---- | ---------------- | ------------------------ |
|      | 2011 | Andrzej Owczarek | Platforma Obywatelska RP |
|      | 2015 | Maciej Łuczak    | Prawo i Sprawiedliwość   |
| 2019 |      | Maciej Łuczak    | Prawo i Sprawiedliwość   |
|      | 2023 | Marcin Karpiński | Nowa Lewica              |

## Wyniki wyborów
Symbolem „●” oznaczono senatora ubiegającego się o reelekcję.

### Wybory parlamentarne 2011
| Kandydat                                                                                      | Kandydat           | Komitet wyborczy             | Głosów | Głosów | Głosów |
| Kandydat                                                                                      | Kandydat           | Komitet wyborczy             | Liczba | %      | +/–    |
| --------------------------------------------------------------------------------------------- | ------------------ | ---------------------------- | ------ | ------ | ------ |
|                                                                                               | Andrzej Owczarek ● | Platforma Obywatelska RP     | 55 097 | 42,78  | –      |
|                                                                                               | Krzysztof Ciebiada | Prawo i Sprawiedliwość       | 40 700 | 31,60  | –      |
|                                                                                               | Bogdan Piotrowski  | Sojusz Lewicy Demokratycznej | 19 124 | 14,85  | –      |
|                                                                                               | Cezary Gabryjączyk | Polskie Stronnictwo Ludowe   | 13 865 | 10,77  | –      |
| Frekwencja: 49,43% Liczba głosów ważnych: 128 786 (95,87%) Źródło: Państwowa Komisja Wyborcza |                    |                              |        |        |        |

● Andrzej Owczarek reprezentował w Senacie VII kadencji (2007–2011) okręg nr 11.

### Wybory parlamentarne 2015
| Kandydat                                                                                      | Kandydat           | Komitet wyborczy           | Głosów | Głosów | Głosów |
| Kandydat                                                                                      | Kandydat           | Komitet wyborczy           | Liczba | %      | +/–    |
| --------------------------------------------------------------------------------------------- | ------------------ | -------------------------- | ------ | ------ | ------ |
|                                                                                               | Maciej Łuczak      | Prawo i Sprawiedliwość     | 58 237 | 42,98  | +11,38 |
|                                                                                               | Andrzej Owczarek ● | Platforma Obywatelska RP   | 54 632 | 40,32  | –2,46  |
|                                                                                               | Wojciech Brzeski   | Polskie Stronnictwo Ludowe | 22 624 | 16,70  | +5,93  |
| Frekwencja: 52,76% Liczba głosów ważnych: 135 493 (94,90%) Źródło: Państwowa Komisja Wyborcza |                    |                            |        |        |        |

### Wybory parlamentarne 2019
| Kandydat                                                                                      | Kandydat         | Komitet wyborczy                           | Głosów | Głosów | Głosów |
| Kandydat                                                                                      | Kandydat         | Komitet wyborczy                           | Liczba | %      | +/–    |
| --------------------------------------------------------------------------------------------- | ---------------- | ------------------------------------------ | ------ | ------ | ------ |
|                                                                                               | Maciej Łuczak ●  | Prawo i Sprawiedliwość                     | 70 561 | 41,82  | –1,16  |
|                                                                                               | Krzysztof Habura | KKW Koalicja Obywatelska PO .N iPL Zieloni | 68 670 | 40,69  | +0,37  |
|                                                                                               | Jakub Filipowicz | KWW Koalicja Bezpartyjni i Samorządowcy    | 29 513 | 17,49  | –      |
| Frekwencja: 64,88% Liczba głosów ważnych: 168 744 (98,06%) Źródło: Państwowa Komisja Wyborcza |                  |                                            |        |        |        |

### Wybory parlamentarne 2023
| Kandydat                                                                                      | Kandydat         | Komitet wyborczy                     | Głosów | Głosów | Głosów |
| Kandydat                                                                                      | Kandydat         | Komitet wyborczy                     | Liczba | %      | +/–    |
| --------------------------------------------------------------------------------------------- | ---------------- | ------------------------------------ | ------ | ------ | ------ |
|                                                                                               | Marcin Karpiński | Nowa Lewica                          | 98 107 | 50,14  | –      |
|                                                                                               | Maciej Łuczak ●  | Prawo i Sprawiedliwość               | 67 775 | 34,64  | –7,18  |
|                                                                                               | Klaudia Domagała | Konfederacja Wolność i Niepodległość | 29 777 | 15,22  | –      |
| Frekwencja: 77,58% Liczba głosów ważnych: 195 659 (97,64%) Źródło: Państwowa Komisja Wyborcza |                  |                                      |        |        |        |